# IC 1407-1
IC 1407-1 — галактика типу C (компактна галактика) у сузір'ї Пегас.
Цей об'єкт міститься в оригінальній редакції індексного каталогу.